# Bebek (Adelsgeschlecht)
Bebek (auch Bubek) ist ein altes ungarisches Adelsgeschlecht. Ihre Vertreter regierten u. a. Kroatien, Dalmatien und Slawonien. Zudem heirateten einige in die Familie Báthory ein.

## Geschichte
Die erste Erwähnung dieser Familie stammt aus dem Jahr 1243, als der ungarische König Béla IV. nach dem Einmarsch der Mongolen den Brüdern Derek und Philip Domänen im oberen Gemer schenkte. Sowohl slowakische als auch ungarische Historiker betrachten diese Brüder als Mitglieder der Ákos Sippe. Im Jahr 1318 teilten die Nachkommen von Derek und Philip ihr Erbe auf. Die Familie hatte sich in zwei Linien geteilt: Den Zweige der Bebek de Pelsőc und die Bebek de Csetnek (benannt nach dem Zentrum ihrer Ländereien, dem heutigen Plešivec bzw. Štítnik). Pelsőc (Plešivec) war zum Zentrum der Familie Bebek geworden. Dominikus Bebek beschloss, hier eine Burg zu errichten. Zusammen mit der Burg hatte er die gotische St.-Georgs-Kirche gebaut, die 1314 zum ersten Mal erwähnt wurde. Anfang des 15. Jahrhunderts wurde neben der Kirche eine gotische Grabkapelle errichtet, in der jedoch nur ein Mitglied der Familie begraben ist: Ladislaus Bebek.
Im 14. Jahrhundert wurde mit dem Bau der Burg Krásna Hôrka (ungarisch: Krasznahorka) begonnen, die bis 1566 im Besitz der Familie Bebek war, mit Ausnahme einer kurzen Zeitspanne, in der sie sich im Besitz der Familie Máriássy befand. Nach dem Konflikt der Bebeker mit dem Kaiser wurde die Burg in Plešivec zerstört, und die Burg Krásna Hôrka wurde der Familie weggenommen. Georg Bebek hatte sich nach Siebenbürgen zurückgezogen, wo er 1567 ohne Nachkommen starb. Die Familie Bebek gilt als ausgestorben.

## Wappen
Das Wappen der Familie Bebek bestehen aus einem silbernen Patriarchenkreuz mit gleichlangen Balken, das im roten frühgotischen Schild angebracht sind. Auf der Spitze des Kreuzes sind Vogelfedern angebracht oder auch Palmenzweige. Das Wappen der Familie Bebek entwickelte sich und es existieren verschiedene Varianten davon.